# Jean-Pierre Fiala
Jean-Pierre Fiala (ur. 22 kwietnia 1969 w Jaunde) – kameruński piłkarz, występował na pozycji pomocnika.
Był w kadrze powołanej przez trenera Henriego Michela, na Mistrzostwa Świata 1994, jednak nie zagrał na nich ani minuty. W czasie tego turnieju był zawodnikiem Canonu Jaunde, a sezon 1995/1996 spędził na greckich boiskach, reprezentując barwy Larisy. Następnie grał w Indonezji w klubach Persma Manado i Persija Dżakarta. Karierę kończył we Francji, gdzie grał w klubach Stade Brestois i US Avranches.